# Боярчук Петро Оксентійович
Петро́ Оксе́нтійович Боярчу́к (* 7 травня 1947, Одеради (Ківерцівський район) — 27 грудня 2013) — прозаїк.
Народився 7 травня 1947 року в селі Одеради Ківерцівського району Волинської області.
Закінчив факультет журналістики Київського державного університету імені Тараса Шевченка. Кореспондент незалежної громадсько-політичної газети «Волинь».
Автор збірок повістей «Стохід. Повернення», «Крик голодного звіра», «Дорогами болю», «Бій під стінами храму». Автор книги «Про що мовчить стара Олика», яка стала переможницею конкурсу «Світ волинської книги 2009».
Лауреат літературно-мистецької премії імені Агатангела Кримського.
Помер 27 грудня 2013 року.

## Про Петра Боярчука
- Лис В. Нобелівка і яблука. Пам'яті Петра Боярчука. Газ. "Волинь-нова", 6 травня 2017 р., с. 6.